# Demokratyczna Partia Postępowa
Demokratyczna Partia Postępowa lub Demokratyczna Partia Postępu (chiń. upr. 民主进步党; chiń. trad. 民主進步黨; pinyin Mínzhǔ Jìnbù Dǎng, ang. Democratic Progressive Party, DPP) – tajwańska partia polityczna założona w 1986 przez opozycyjnych działaczy podziemia demokratycznego. Opowiada się w polityce zagranicznej za niepodległością Tajwanu i liberalizmem w polityce gospodarczej. Przewodniczy koalicji wyborczej Zielonych. W latach 2000–2008 i od 2016 roku partia rządząca.

## Historia
Demokratyczna Partia Postępowa wywodzi się ze środowisk podziemnej opozycji wobec rządzącego Kuomintangu, domagającej się liberalizacji życia politycznego i gospodarczego. Po przeniesieniu rządu Republiki Chińskiej na Tajwan, w państwie wprowadzony został stan wojenny, który obowiązywał do 1987. Rząd Kuomintangu, jedynej legalnej partii politycznej, wprowadził cenzurę, ograniczał wolność wypowiedzi, publikacji, zgromadzeń i stowarzyszeń. Pod koniec lat 70. i na początku lat 80. XX wieku, kilka lat po śmierci wieloletniego prezydenta Czang Kaj-szeka, w kraju zaczęły powstawać nieformalne grupy działaczy opozycji demokratycznej zwane dangwai (lub „pozapartyjni”).
W grudniu 1979 wiec w mieście Kaohsiung zwołany przez dangwai i magazyn Formosa w celu uczczenia Międzynarodowego Dnia Praw Człowieka przerodził się w gwałtowną konfrontację, w czasie której tysiące jego uczestników zostało brutalnie pobitych. W następstwie wydarzenia, zwanego „incydentem w Kaohsiung”, aresztowani zostali czołowi dysydenci, których oskarżono o działalność wywrotową i skazano na wysokie kary pozbawienia wolności.
Ostatecznie jednak wydarzenia w Kaohsiung i represje wobec opozycji przyczyniły się do wzmocnienia ruchów demokratycznych. Pomimo oficjalnego zakazu tworzenia nowych partii politycznych, członkowie ruchu dangwai we wrześniu 1986 powołali do życia Demokratyczną Partię Postępową (DPP). W grudniu 1986 DPP wzięła udział w wyborach parlamentarnych, zdobywając pierwsze mandaty w Yuanie Ustawodawczym i Zgromadzeniu Narodowym. W 1987, na krótko przed śmiercią, prezydent Chiang Ching-kuo zniósł stan wojenny, co zapoczątkowało okres reform politycznych, gospodarczych i społecznych w Republice Chińskiej. W 1992 DPP wzięła udział w pierwszych w pełni demokratycznych i wolnych wyborach do parlamentu. W 1994 jej kandydat Chen Shui-bian został wybrany burmistrzem Tajpej. W 1996 kandydat DPP Peng Ming-min przegrał z kandydatem Kuomintangu Lee Teng-hui w pierwszych bezpośrednich wyborach prezydenckich na wyspie. Ze stworzonego przezeń zaraz po wyborach „Ruchu na rzecz budowy państwa” w tym samym roku powstała Tajwańska Partia Niepodległościowa, grupująca członków DPP niezadowolonych z bardziej centrowego i mniej radykalnie pro-niepodległościowego kursu partii.

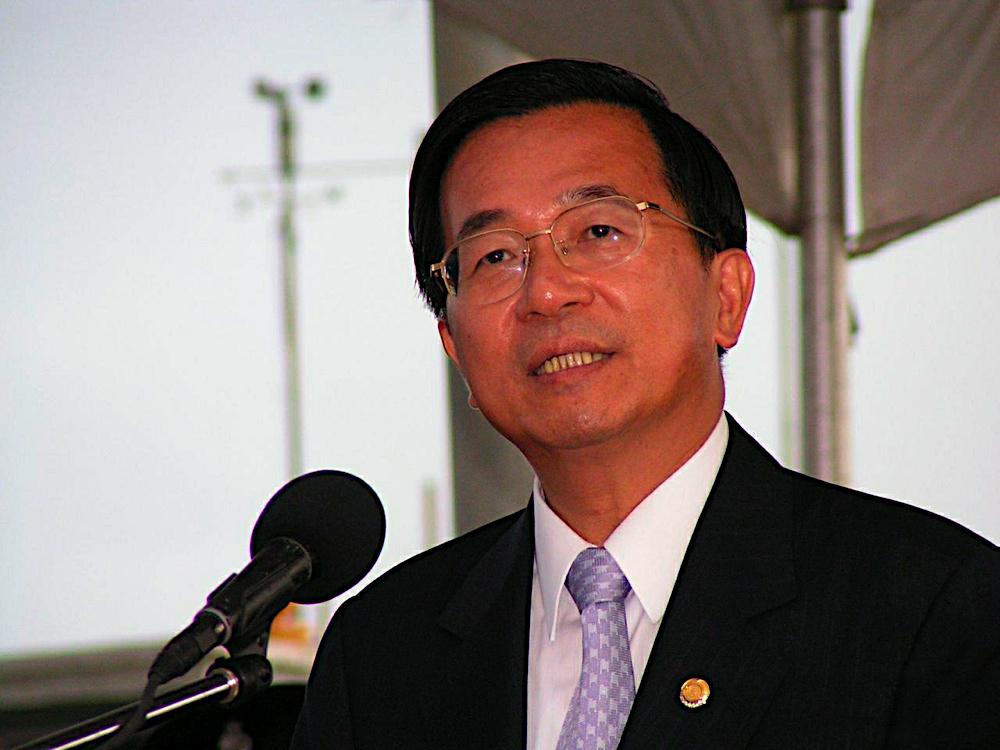
Chen Shui-bian, prezydent Republiki Chińskiej w latach 2000–2008

W marcu 2000 DPP po raz pierwszy w historii przejęła władzę w kraju po tym, jak Chen Shui-bian zwyciężył w wyborach prezydenckich. Było to zarazem pierwsza zmiana obozu rządzącego w historii republiki. Również w 2001 w wyborach do Yuanu Ustawodawczego DPP odniosła zwycięstwo, stając się największą partią polityczną w parlamencie. W wyborach prezydenckich w marcu 2004 prezydent Chen Shui-bian uzyskał reelekcję, pokonując Lien Chana z Kuomintangu. W wyborach parlamentarnych w grudniu 2004 DPP zdobyła najwięcej mandatów, jednak jej koalicja wyborcza Zielonych przegrała z koalicją Kuomintangu, Niebieskimi.
Podczas swoich 8-letnich rządów partia wielokrotnie podkreślała odrębność Tajwanu od Chin. Jednym z przejawów tej polityki było wprowadzenie w 2002 roku jako urzędowej transkrypcji języka chińskiego systemu tongyong pinyin, mimo że na świecie od ponad 20 lat obowiązującym systemem jest hanyu pinyin. Tongyong pinyin spotkał się z ostrą krytyką jako niefunkcjonalny, zaś jego twórcom zarzucano jedynie polityczne motywacje. Ostre kontrowersje i masowe protesty wywołała przeprowadzona za rządów DPP zmiana nazwy i wystroju Hali Pamięci Czang-Kaj-szeka.
W 2008 DPP utraciła władzę po 8 latach. W styczniu przegrała wybory do parlamentu, po czym w marcu jej kandydat Frank Hsieh przegrał wybory prezydenckie z Ma Ying-jeou z Kuomintangu. Kadencja prezydenta Chen Shui-biana upłynęła z dniem 20 maja 2008.
18 maja 2008 nowym przewodniczącym partii została wybrana Tsai Ing-wen. 14 stycznia 2012 Tsai przegrała w wyborach prezydenckich z ubiegającym się o reelekcję Ma Ying-jeou. Miesiąc później ustąpiła ze stanowiska przewodniczącej DPP, na którym tymczasowo zastąpiła ją Chen Chu. Pod koniec maja 2012 nowym szefem partii został Su Tseng-chang. W 2014 roku Tsai Ing-wen ponownie została wybrana na przewodniczącą DPP.
16 stycznia 2016 roku DPP zwyciężyła w wyborach parlamentarnych, wprowadzając 68 deputowanych do Yuanu Ustawodawczego. Jej przewodnicząca, Tsai Ing-wen, uzyskała natomiast 56,12% głosów w wyborach prezydenckich, zostając pierwszą w historii kobietą na stanowisku prezydenta Republiki Chińskiej.
W maju 2017 sąd konstytucyjny Tajwanu orzekł, że definicja małżeństwa jako związku mężczyzny i kobiety jest niezgodna z konstytucją. Ustawa nowelizująca kodeks cywilny w celu wprowadzenia równości małżeńskiej została złożona wcześniej w Yuanie Ustawodawczym przez rządzącą Demokratyczną Partię Postępową. Ostatecznie projekt ustawy złożony przez DPP został przyjęty tydzień przed wyznaczonym przez sąd konstytucyjny terminem, 17 maja 2019

## Program
Demokratyczna Partia Postępowa opowiada się ustanowieniem suwerennej i niepodległej Republiki Tajwanu. Odrzuca w ten sposób politykę jednych Chin (akceptowaną np. przez Kuomintang). Według niej niepodległy Tajwan nie przynależy do Chińskiej Republiki Ludowej i jednocześnie suwerenność niepodległego Tajwanu nie rozciąga się na Chiny kontynentalne. DPP opowiada się zatem za istnieniem dwóch odrębnych niepodległych państw chińskich, co jej zdaniem od lat znajduje już odzwierciedlenie w rzeczywistości.
Według partii tylko niepodległy Tajwan jest w stanie zagwarantować bezpieczeństwo obywatelom republiki i stworzyć warunki dla rozwoju wolności, demokracji, dobrobytu, sprawiedliwości i samorealizacji mieszkańców. Porządek prawny i polityczny powinien opierać się zdaniem DPP na zasadach demokratycznych, zapewniać poszanowanie ludzkiej godności i praw człowieka, poszanowanie zasady suwerenności narodu, wolności zgromadzeń, stowarzyszeń, prasy. Jednym z elementów polityki „tajwanizacji” prowadzonej przez DPP jest konsekwentne występowanie przeciwko stosowaniu międzynarodowej transkrypcji hanyu pinyin do romanizacji języka chińskiego, gdyż została ona opracowana w ChRL i zdaniem władz partii kryje się za nią plan pozbawienia Tajwańczyków ich tożsamości kulturowej.
W polityce gospodarczej i społecznej DPP opowiada się za poszanowaniem własności prywatnej, wspieraniem małych i średnich przedsiębiorstw, promocją zrównoważonego rozwoju każdego sektora gospodarki, ochroną środowiska, prywatyzacją państwowych przedsiębiorstw, a także rozwojem rolnictwa i rybołówstwa, ustanowieniem sprawiedliwego i trwałego systemu opieki społecznej, podniesieniem standardów prawa pracy oraz działaniami na rzecz zwiększenia przyrostu naturalnego ludności.
W polityce zagranicznej jest zwolennikiem nawiązywania i rozwijania stosunków z innymi państwami, rozwiązywania sporów międzynarodowych na drodze pokojowej, współdecydowania przez wszystkich mieszkańców Tajwanu o statusie wyspy, zakończenia konfrontacji między rządami obu państw chińskich, redukcji liczebności armii przy jednoczesnym podnoszeniu poziomu jej efektywności poprzez rozwój nowych technologii obronnych oraz kontroli sił zbrojnych przez władze cywilne
Partia silnie wspiera społeczność LGBT, 17 maja 2019 partia wprowadziła na Tajwanie małżeństwa jednopłciowe.

## Struktura

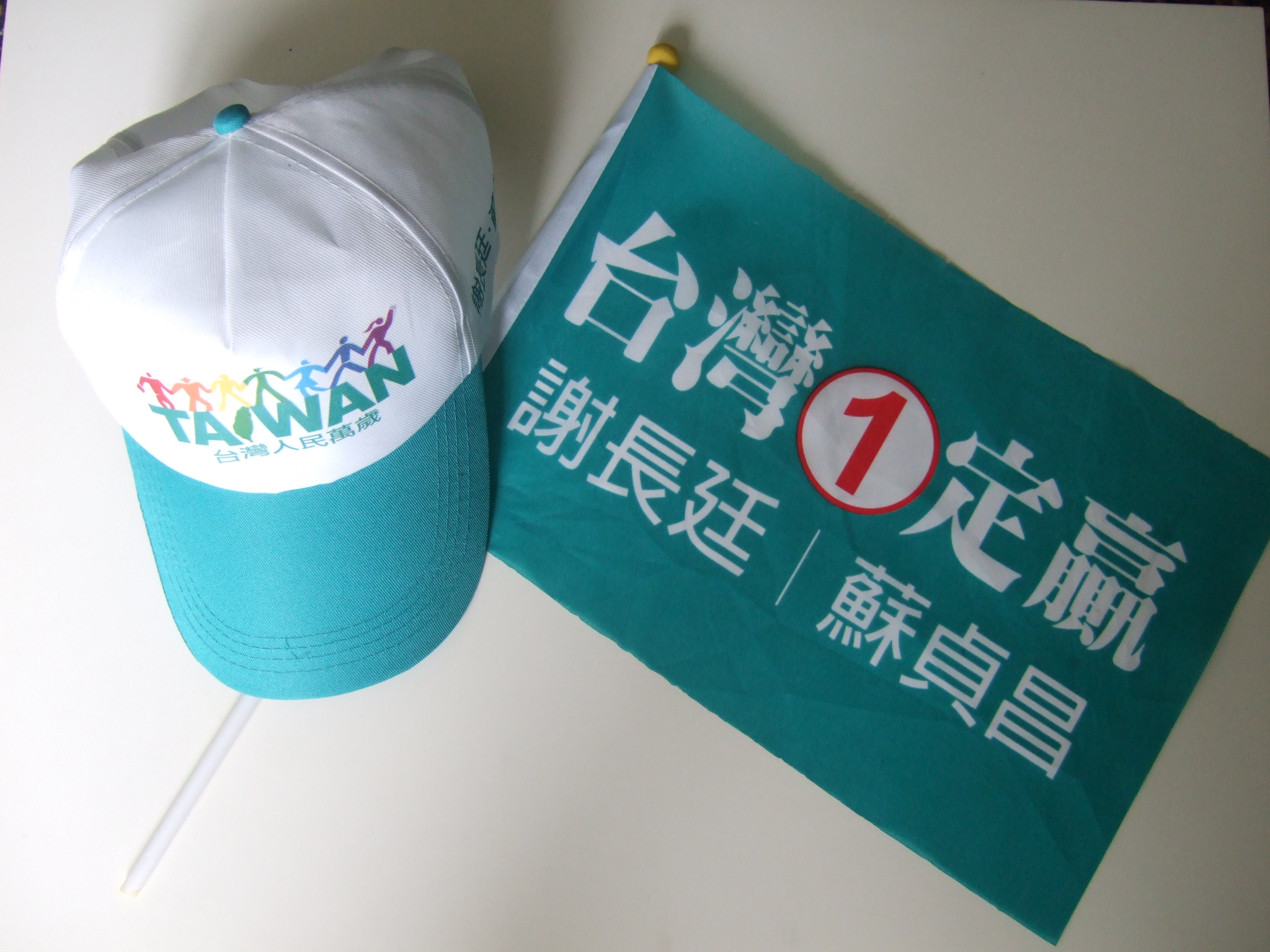
Rekwizyty w barwach partyjnych z kampanii wyborczej w 2008

Najwyższym organem decyzyjnym Demokratycznej Partii Postępowej jest Kongres Narodowy. Jego członkowie są wybierani w sposób demokratyczny i wspólnie uczestniczą w podejmowaniu najważniejszych decyzji. W jego skład wchodzą przedstawiciele struktur lokalnych, przedstawiciele grup ludności rdzennej, członkowie Centralnego Komitetu Wykonawczego, członkowie Centralnego Komitetu Rewizyjnego, sekretarz generalny, wszyscy przewodniczący struktur lokalnych oraz członkowie partii wybrani na każdy urząd na szczeblu krajowym lub lokalnym.
Wprowadzaniem w życie decyzji Kongresu Narodowego zajmuje się Centralny Komitet Wykonawczy oraz Stały Komitet Centralny. Centralny Komitet Wykonawczy składa się z 30 członków wybieranych przez Kongres Narodowy i 4 członków mianowanych. Członkowie Stałego Komitetu Centralnego są wybierani spośród i przez członków Centralnego Komitetu Wykonawczego. W obu ciałach zasiada przewodniczący partii. Oba ciała formułują i wykonują plany polityczne partii, ustalają jej wewnętrzne regulacje, opracowują projekt partyjnego budżetu i podejmują decyzje personalne. Przewodniczący partii jest wybierany przez jej członków. W przypadku sprawowania władzy przez DPP, prezydent republiki obejmuje automatycznie przewodnictwo w partii.
Centralny Komitet Rewizyjny nadzoruje wdrażanie polityki i wewnętrznych regulacji partii oraz wykonanie budżetu. Dokonuje również interpretacji regulaminu partii i decyduje o przyznaniu nagród lub ukarania członków DPP. Rozwiązywaniem sporów personalnych i urzędowych zajmuje się Komitet Arbitrażowy.

## Lista przewodniczących DPP
1. Chiang Peng-chien (1986–1987)
2. Yao Chia-wen (1987–1988)
3. Huang Shin-cheih (1988–1992)
4. Hsu Hsin-liang (1992–1993)
5. Shih Ming-teh (1994–1996)
6. Hsu Hsin-liang (1996–1998)
7. Lin Yi-hsiung (1998–2000)
8. Frank Hsieh (2000-2002)
9. Chen Shui-bian (2002–2005)
10. Su Tseng-chang (2005)
11. Yu Shyi-kun (2005-2007)
12. Chen Shui-bian (2007–2008)
13. Tsai Ing-wen (2008–2012)
14. Chen Chu (2012; tymczasowo)
15. Su Tseng-chang (2012-2014)
16. Tsai Ing-wen (od 2014)